# Sudans fotbollsförbund
Sudan fotbollsförbund, (arabiska: الإتحاد السوداني لكرة القدم; engelska: Sudan Football Association ), är ett specialidrottsförbund som organiserar fotbollen i Sudan.
Förbundet grundades 1936 och gick med i Caf 1957. De anslöt sig till Fifa år 1948. Sudans fotbollsförbund har sitt huvudkontor i staden Khartoum.